# Lipotriches acaciae
Lipotriches acaciae là một loài Hymenoptera trong họ Halictidae. Loài này được Cockerell mô tả khoa học năm 1935.